# Kap Davies
Das Kap Davies ist ein vereistes Kap am nordöstlichen Ende der Hughes-Halbinsel im Norden der Thurston-Insel vor der Küste des westantarktischen Ellsworthlands.
Eine erste Positionsbestimmung des Kaps erfolgte anhand von Luftaufnahmen der United States Navy während der Operation Highjump (1946–1947). Das Advisory Committee on Antarctic Names benannte es nach Frank Thomas Davies (1904–1981), Physiker bei der US-amerikanischen Byrd Antarctic Expedition (1928–1930).